# Goniothalamus woodii
Goniothalamus woodii är en kirimojaväxtart som beskrevs av Elmer Drew Merrill och Mat Salleh. Goniothalamus woodii ingår i släktet Goniothalamus och familjen kirimojaväxter. Inga underarter finns listade i Catalogue of Life.